# August Neidhardt von Gneisenau
August Wilhelm Antonius Graf Neidhardt von Gneisenau (Schildau, 27 de outubro de 1760 – Psnan, 23 de agosto de 1831) foi um general marechal de campo e estado-maior prussiano.

## Honrarias
- Cruz de ferro de primeira classe
- Ordem da Águia Negra
- Pour le Mérite